# Cristiano Pereira
Cristiano Pereira (Porto, 3 maggio 1951) è un ex hockeista su pista e allenatore di hockey su pista portoghese.

## Palmarès

### Giocatore

#### Club

##### Titoli nazionali
- Campionato portoghese: 1

Porto: 1983-1984
- Coppa del Portogallo: 2

Benfica: 1981-1982
Porto: 1984-1985
- Supercoppa del Portogallo: 2

Porto: 1984, 1985

### Nazionale
- Campionato mondiale: 2

Lisbona 1974, Barcelos 1982
- Campionato europeo: 4

Lisbona 1971, Iserlohn 1973, Viareggio 1975, Porto 1977

### Allenatore

#### Club

##### Titoli nazionali
- Campionato portoghese: 6

Porto: 1985-1986, 1986-1987, 1987-1988, 1988-1989, 1998-1999, 1999-2000
- Coppa del Portogallo: 6

Porto: 1985-1986, 1986-1987, 1987-1988, 1988-1989, 1998-1999
Barcelos: 1991-1992
- Supercoppa del Portogallo: 3

Porto: 1986, 1987, 1988

##### Titoli internazionali
- CERH European League: 2

Porto: 1985-1986
Barcelos: 1990-1991
- Supercoppa d'Europa/Coppa Continentale: 2

Porto: 1986-1987
Barcelos: 1991-1992
- Coppa Intercontinentale: 1

Barcelos: 1992

### Nazionale
- Campionato europeo: 2

Portogallo: Salsomaggiore Terme 1996, Paços de Ferreira 1998